# Zwentendorf an der Donau
Zwentendorf an der Donau è un comune austriaco di 4 012 abitanti nel distretto di Tulln, in Bassa Austria; ha lo status di comune mercato (Marktgemeinde).

## Storia
Fu sede di un forte militare romano (chiamato "Asturis") a partire dall'epoca di Claudio o di Vespasiano; qui soggiornò la Cohors I Aelia Sagittariorum sotto Adriano.